# Team DSM-Firmenich (vrouwenwielerploeg)/2023

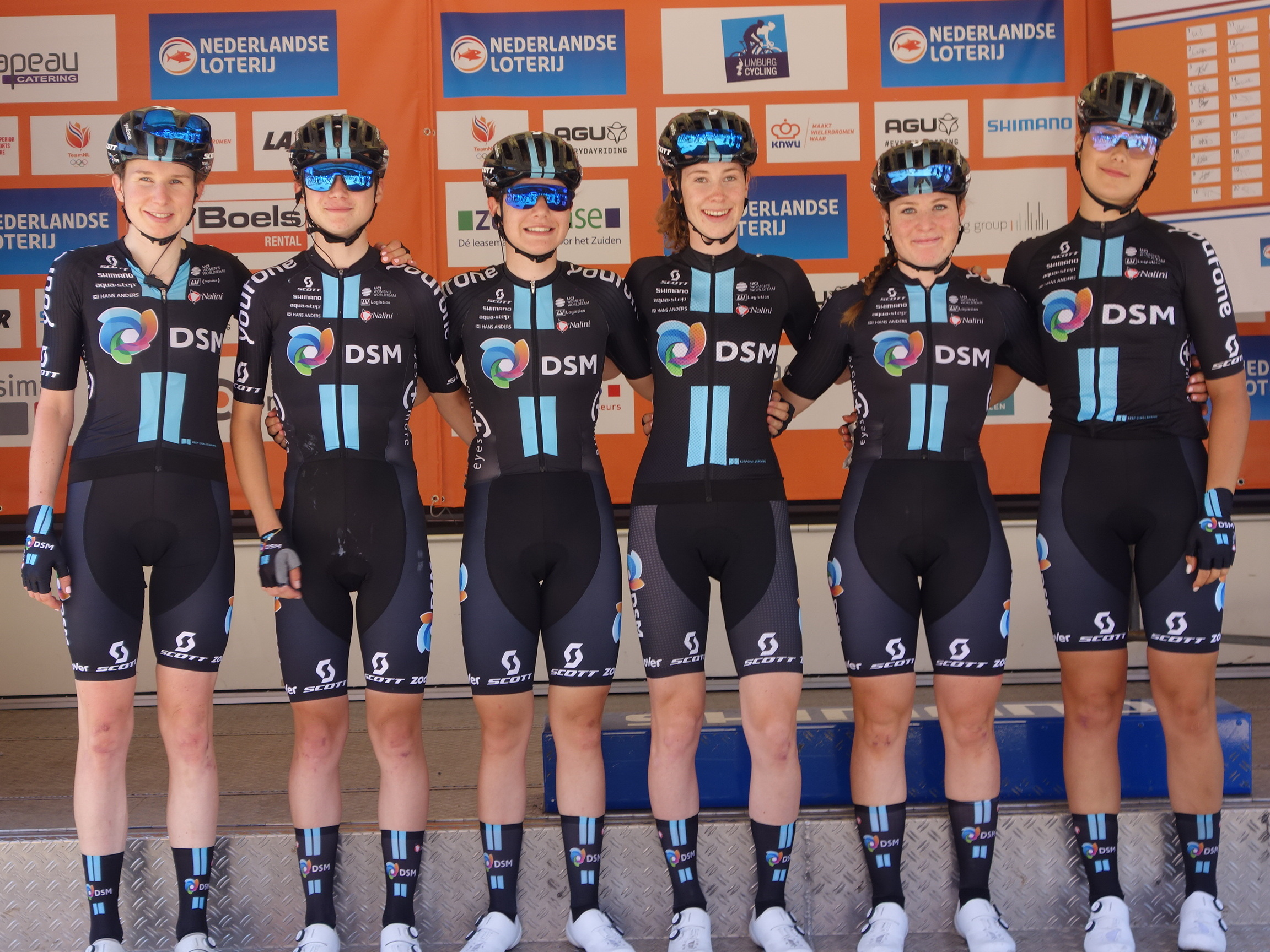
De ploeg aan de start van het Nederlands kampioenschap op de weg in Valkenburg.

Deze pagina geeft een overzicht van de vrouwenwielerploeg Team DSM-Firmenich in 2023.

## Algemeen
Algemeen manager: Iwan Spekenbrink
Teammanager: Rudi Kemna
Ploegleiders: Roy Curvers, Kelvin Dekker, Callum Ferguson, Christian Guiberteau, Bennie Lambregts, Pim Ligthart, Joey van Rhee, Luke Roberts, Albert Timmer, Philip West, Matthew Winston
Fietsmerk: Scott

## Renners

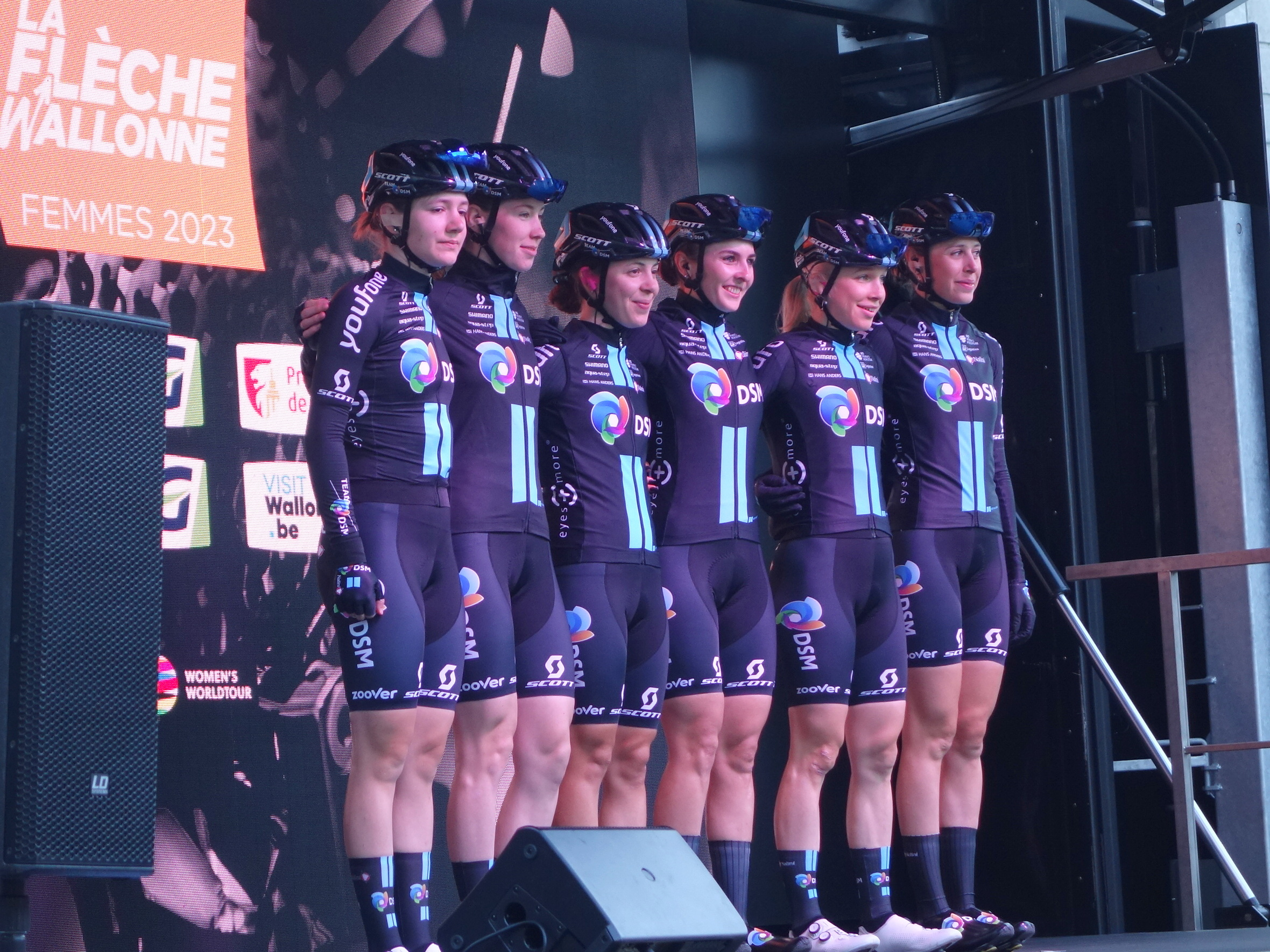
De ploeg in de Waalse Pijl 2023.

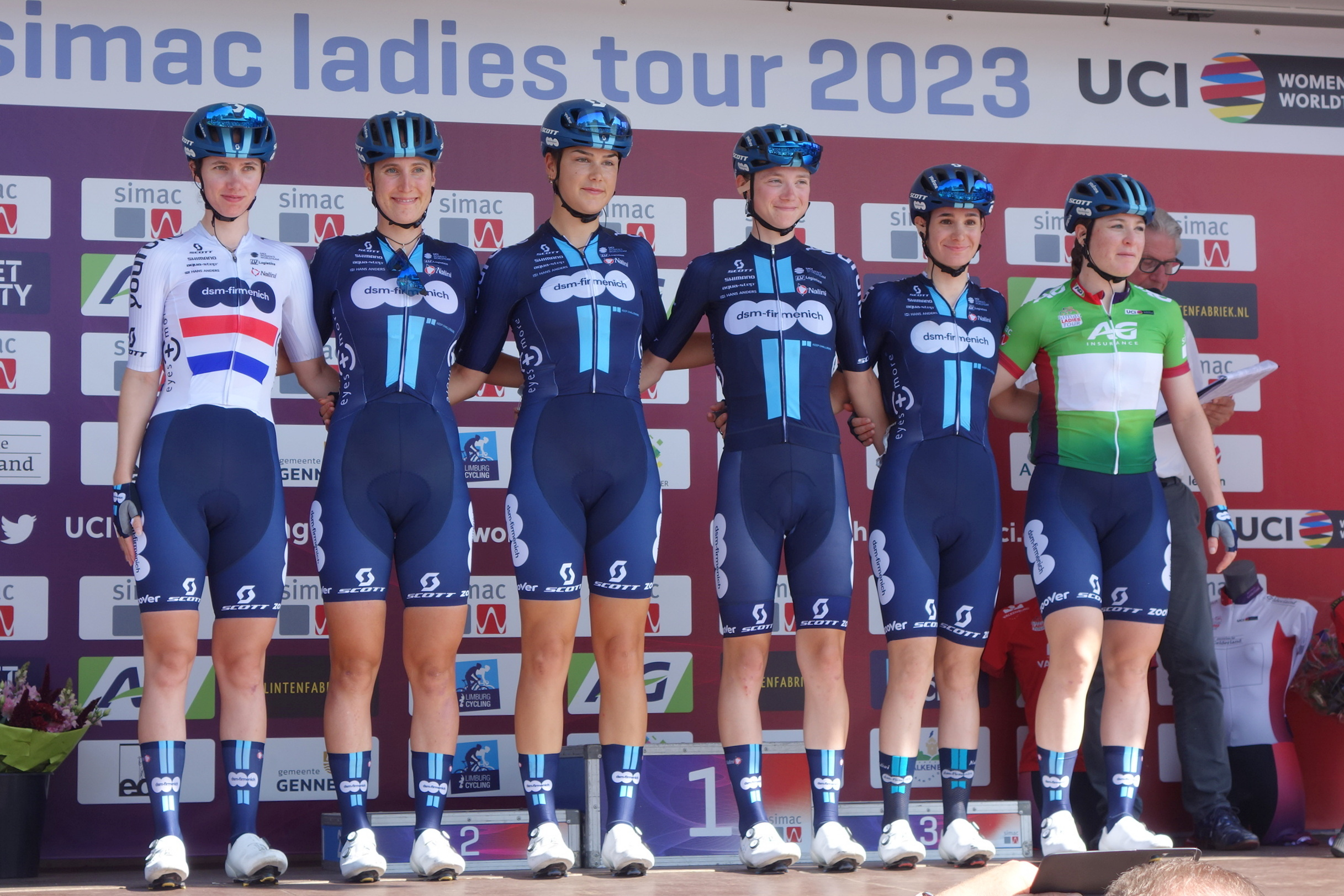
De ploeg in de Simac Ladies Tour 2023.

| Naam                | Geboortedatum | Nationaliteit       | Ploeg 2022                    |
| ------------------- | ------------- | ------------------- | ----------------------------- |
| Francesca Barale    | 29-04-2003    | Italië              |                               |
| Eleonora Ciabocco   | 04-03-2004    | Italië              | Team Di Federico              |
| Léa Curinier        | 21-04-2001    | Frankrijk           |                               |
| Pfeiffer Georgi     | 27-09-2000    | Verenigd Koninkrijk |                               |
| Daniek Hengeveld    | 17-11-2002    | Nederland           | Grant Thornton Krush Tunap    |
| Megan Jastrab       | 29-02-2002    | Verenigde Staten    |                               |
| Franziska Koch      | 13-07-2000    | Duitsland           |                               |
| Charlotte Kool      | 06-05-1999    | Nederland           |                               |
| Juliette Labous     | 04-11-1998    | Frankrijk           |                               |
| Esmée Peperkamp     | 23-07-1997    | Nederland           |                               |
| Maeve Plouffe       | 08-07-1999    | Australië           | Ara Pro Racing Sunshine Coast |
| Églantine Rayer     | 12-06-2004    | Frankrijk           | US Petruvienne                |
| Becky Storrie       | 27-09-1998    | Verenigd Koninkrijk | CAMS - Basso                  |
| Elise Uijen         | 23-06-2003    | Nederland           |                               |
| Anna van der Meiden | 20-06-2004    | Nederland           | WV Schijndel                  |
| Nienke Vinke        | 22-06-2004    | Nederland           | AG Insurance NXTG U19         |

### Vertrokken
| Naam             | Geboortedatum | Nationaliteit | Ploeg 2023        |
| ---------------- | ------------- | ------------- | ----------------- |
| Leah Kirchmann   | 30-06-1990    | Canada        | Denver Disruptors |
| Liane Lippert    | 13-01-1998    | Duitsland     | Movistar Team     |
| Floortje Mackaij | 18-10-1995    | Nederland     | Movistar Team     |
| Lorena Wiebes    | 17-03-1999    | Nederland     | Team SD Worx      |

## Overwinningen
| Kampioenschappen Groot-Brittannië - wegrit: Pfeiffer Georgi Frankrijk U23 - tijdrit: Églantine Rayer Ronde van de Verenigde Arabische Emiraten 1e etappe: Charlotte Kool 4e etappe: Charlotte Kool Puntenklassement: Charlotte Kool Setmana Ciclista Valenciana 4e etappe: Elise Uijen Classic Brugge-De Panne Pfeiffer Georgi Ronde van Spanje 2e etappe: Charlotte Kool Omloop der Kempen Charlotte Kool | RideLondon Classique 1e etappe: Charlotte Kool 3e etappe: Charlotte Kool Puntenklassement: Charlotte Kool Eindklassement: Charlotte Kool Dwars door de Westhoek Pfeiffer Georgi Baloise Ladies Tour Proloog: Charlotte Kool 1e etappe: Charlotte Kool 2e etappe: Charlotte Kool 3e etappe (A): Charlotte Kool Jongerenklassement: Léa Curinier Ploegenklassement: *1) | Simac Ladies Tour Proloog: Charlotte Kool 4e etappe: Charlotte Kool GP de Gatineau Megan Jastrab Binche-Chimay-Binche Pfeiffer Georgi |

*1) Ploeg Baloise Ladies Tour: Curinier, Georgi, Hengeveld, Kool, Uijen, Vinke
Mannen: 1999 · 2000 · 2001 · 2002 · 2003 · 2004 · 2005 · 2006 · 2007 · 2008 · 2009 · 2010 · 2011 · 2012 · 2013 · 2014 · 2015 · 2016 · 2017 · 2018 · 2019 · 2020 · 2021 · 2022 · 2023 · 2024 · 2025
Vrouwen: 2011 · 2012 · 2013 · 2014 · 2015 · 2016 · 2017 · 2018 · 2019 · 2020 · 2021 · 2022 · 2023 · 2024 · 2025
Canyon-SRAM · DSM · EF Education-TIBCO-SVB · FDJ-SUEZ · Fenix-Deceuninck · Human Powered Health · Israel Premier Tech Roland · Jayco AlUla · Jumbo-Visma · Liv Racing TeqFind · Movistar · SD Worx · Trek-Segafredo · UAE Team ADQ · Uno-X